# ŽNL Zadarska 2010./11.
Ovaj članak je podtema članka: 5. rang HNL-a 2010./11.

ŽNL Zadarska (1. ŽNL Zadarska) u sezoni 2010./11. je predstavljala prvi stupanj županijske lige u Zadarskoj županiji, te ligu petog stupnja hrvatskog nogometnog prvenstva. 
 
U natjecanju je sudjelovalo dvanaest klubova, a ligu je osvojio klub "Podgradina". 
 
Zbog manjka klubova 2. ŽNL Zadarska nije igrana.

## Sustav natjecanja
Dvanaest klubova igralo dvokružnu ligu (22 kola). 

## Momčadi
- Arbanasi – Zadar
- Bibinje – Bibinje
- Croatia – Turanj
- Dalmatinac – Crno
- Debeljak – Debeljak
- Gorica – Gorica
- Murvica – Murvica
- NOŠK – Novigrad
- Nova Zora – Sveti Filip i Jakov
- Podgradina – Podgradina
- Vrčevo – Glavica
- Zemunik – Zemunik Donji

## Ljestvica
| Poz. | Momčad         | U  | P  | N | I  | G+ | G– | G+/– | Bod. | Nastavak natjecanja ili ispadanje |
| ---- | -------------- | -- | -- | - | -- | -- | -- | ---- | ---- | --------------------------------- |
| 1.   | Podgradina (P) | 22 | 14 | 4 | 4  | 45 | 22 | +23  | 46   | 4. HNL – Jug A                    |
| 2.   | Debeljak       | 22 | 11 | 6 | 5  | 39 | 25 | +14  | 39   |                                   |
| 3.   | NOŠK Novigrad  | 22 | 10 | 8 | 4  | 48 | 30 | +18  | 38   |                                   |
| 4.   | Zemunik        | 22 | 9  | 7 | 6  | 38 | 25 | +13  | 33   |                                   |
| 5.   | Murvica        | 22 | 10 | 3 | 9  | 40 | 29 | +11  | 33   |                                   |
| 6.   | Croatia Turanj | 22 | 10 | 3 | 9  | 43 | 39 | +4   | 33   |                                   |
| 7.   | Vrčevo         | 22 | 9  | 6 | 7  | 34 | 36 | −2   | 33   |                                   |
| 8.   | Gorica         | 22 | 9  | 5 | 8  | 37 | 35 | +2   | 32   |                                   |
| 9.   | Nova Zora      | 22 | 9  | 4 | 9  | 44 | 50 | −6   | 31   |                                   |
| 10.  | Dalmatinac     | 22 | 8  | 5 | 9  | 27 | 26 | +1   | 29   |                                   |
| 11.  | Arbanasi       | 22 | 2  | 6 | 14 | 22 | 51 | −29  | 12   |                                   |
| 12.  | Bibinje        | 22 | 1  | 3 | 18 | 9  | 58 | −49  | 2    |                                   |

1. ↑  1 bod oduzet od saveza.
2. ↑  4 boda oduzeto od saveza.

## Rezultatska križaljka
| kratica | klub                          | ARB | BIB | CRO | DAL | DEB | GOR | MUR | NOŠK | NOVZ | POD | VRČ | ZEM |
| --- | ----------------------------- | --- | --- | --- | --- | --- | --- | --- | ---- | ---- | --- | --- | --- |
| ARB | Arbanasi Zadar                |     |     |     |     |     |     |     |      |      |     |     |     |
| BIB | Bibinje                       |     |     |     |     |     |     |     |      |      |     |     |     |
| CRO | Croatia Turanj                |     |     |     |     |     |     |     |      |      |     |     |     |
| DAL | Dalmatinac Crno               |     |     |     |     |     |     |     |      |      |     |     |     |
| DEB | Debeljak                      |     |     |     |     |     |     |     |      |      |     |     |     |
| GOR | Gorica                        |     |     |     |     |     |     |     |      |      |     |     |     |
| MUR | Murvica                       |     |     |     |     |     |     |     |      |      |     |     |     |
| NOŠK | NOŠK Novigrad                 |     |     |     |     |     |     |     |      |      |     |     |     |
| NOVZ | Nova zora Sveti Filip i Jakov |     |     |     |     |     |     |     |      |      |     |     |     |
| POD | Podgradina                    |     |     |     |     |     |     |     |      |      |     |     |     |
| VRČ | Vrčevo Glavica                |     |     |     |     |     |     |     |      |      |     |     |     |
| ZEM | Zemunik (Zemunik Donji)       |     |     |     |     |     |     |     |      |      |     |     |     |
| |                               |     |     |     |     |     |     |     |      |      |     |     |     |
| podebljan rezultat - utakmice od 1. do 11. kola (1. utakmica između klubova) rezultat normalne debljine - utakmice od 12. do 22. kola (2. utakmica između klubova) rezultat nakošen - nije vidljiv redoslijed odigravanja međusobnih utakmica iz dostupnih izvora rezultat nakošen i smanjen * - iz dostupnih izvora nije uočljiv domaćin susreta prekrižen rezultat - poništena ili brisana utakmica p - utakmica prekinuta 3:0 p.f. / 0:3 p.f. - rezultat 3:0 bez borbe n.i. - nije igrano |                               |     |     |     |     |     |     |     |      |      |     |     |     |

Izvori: 

## Vanjske poveznice
- nszz-zadar.hr, Nogometni savez Zadarske županije